# Aura im Sinngrund
Aura im Sinngrund (amtlich: Aura i.Sinngrund) ist eine Gemeinde und der gleichnamige Hauptort im Norden des unterfränkischen Landkreises Main-Spessart sowie Mitglied der Verwaltungsgemeinschaft Burgsinn.

## Geografie

### Geografische Lage
Der Ort liegt etwa 20 Kilometer nordwestlich von Gemünden am Main im Flusstal der Aura im Naturpark Bayerischer Spessart. Die nördliche Gemeindegrenze bildet die Landesgrenze zwischen Bayern und Hessen. Der topographisch höchste Punkt der Gemeindegemarkung befindet sich mit 459 m ü. NHN (Lage) am Berg Wartküppel, der niedrigste liegt an der Aura auf 234 m ü. NHN (Lage).

### Gemeindegliederung
Aura hat drei Gemeindeteile (in Klammern ist der Siedlungstyp angegeben):
- Aura im Sinngrund (Kirchdorf)
- Deutelbach (Weiler)
- Forsthaus Zieglerfeld (Einöde)

Die Einöde Auramühle zählt zum Gemeindeteil Aura im Sinngrund
Es gibt auf dem Gemeindegebiet die Gemarkungen Aura im Sinngrund und Forst Aura (Gemarkungsteil 0). Die Gemarkung Aura im Sinngrund hat eine Fläche von 12,025 km². Sie ist in 2298 Flurstücke aufgeteilt, die eine durchschnittliche Flurstücksfläche von 5223,02 m² haben. In ihr liegen sämtliche  Gemeindeteile der Gemeinde.

### Nachbargemeinden
| Burgjoß (gemeindefreies Gebiet) | Forst Aura (gemeindefreies Gebiet)          |                     |
| Gemeinde Jossgrund              | Kompassrose, die auf Nachbargemeinden zeigt | Gemeinde Mittelsinn |
| Gemeinde Flörsbachtal           | Gemeinde Fellen                             | Markt Burgsinn      |

## Name

### Etymologie
Der Name Aura leitet sich von dem gleichnamigen Bach Aura ab, welcher der Sinn in Burgsinn zufließt.

### Frühere Schreibweisen
Frühere Schreibweisen des Ortes aus diversen historischen Karten und Urkunden:
| - 1059 Uraha - 1303 Vrach - 1450 Awraw - 1573 Aura | - 1594 Aurach - 1799 Aura - 1831 Aura im Sinngrunde - 1926 Aura im Sinngrund |

## Geschichte

### Bis zur Gemeindegründung
Der Ort wurde erstmals 1059 in einer Wildbannverleihung Kaiser Heinrich IV. für das Kloster Fulda urkundlich erwähnt. Während der Zeit der Stammesherzogtümer lag Aura im Herzogtum Franken. Aura gehörte mit Mittelsinn und Obersinn zu der Cent Mittelsinn, bei dieser Cent soll es sich um eine Ganerbschaft (ungefähr der heutigen Gesamthandsgemeinschaft vergleichbar), eine gemeinsam ausgeübte Herrschaft über ein Gebiet (Condominat) gehandelt haben. Die Zusammenarbeit der Mitherren wurde mit dem Obersinner Vergleich (vom 25. April 1598), der Gerichts-, Policei- und Waldordnung (10. Juli 1600), dem Vertrag vom 27. Nov. 1617, dem Hammelburger Receß (15./25. Mai 1671) und dem Gemündener Vergleich (2. Dec. 1728) samt einer Instruction für den Centgrafen geregelt. Die Cent stand früher den Herren von Hutten (und fiel später, mit dem Erwerb des Amtes Altengronau, an die Landgrafschaft Hessen-Kassel) und den Herren von Thüngen zu (diese Berechtigung fiel später an das Hochstift Würzburg, die Herren von Frohnhofen und das Julius-Spital, siehe Amt Aura im Sinngrund); in der Literatur wird die Herrschaft mitunter als vierherrisch (= vier Herren) bezeichnet. Die gemeinschaftliche Gerichtsbarkeit übte ein „Sammt-Centgraf“ (mit 14 Schöffen) aus.
Im März 1803 erloschen durch § 25 Reichsdeputationshauptschluss die Anteile des Juliusspitals Würzburg und des reichsritterschaftlichen Mitglieds; der Anteil des Hochstifts Würzburg ging auf das Fürstentum Aschaffenburg (später Großherzogtum Frankfurt) über. Durch Staatsvertrag vom 19. August 1808 zwischen Bayern und dem Großherzog von Würzburg verzichtete dieser auch auf die Hoheitsansprüche über die Anteile des Juliusspitals an Aura, Ober- und Mittelsinn zu Gunsten des Fürstprimas (Fürstentum Aschaffenburg). Es galten daher dort die zwischen 1803 und 1810 erlassenen Aschaffenburger Verordnungen.
Das Kondominatsverhältnis zwischen Bayern und Kurhessen bestand nach Wiederherstellung des kurhessischen Staates 1814 in Mittelsinn und Obersinn fort, nicht aber in Aura, an dem Kurhessen keinen Anteil hatte. In Mittel- und Obersinn wurde ab 1814 durch ein Kondominatsgericht Recht gesprochen (das kurhessische Justizamt Schwarzenfels und das bayerische Landgericht Orb).
Im Zuge der Verwaltungsreformen in Bayern entstand mit der Verordnung über die künftige Verfassung und Verwaltung der Gemeinden vom 17. Mai 1818 (die Wahlordnung dazu erging nur wenig später am 5. August 1818) die Ruralgemeinde Aura. Sie hatte 1830 64 Häuser, 585 katholische und einen evangelischen Einwohner, eine Nebenzollstation, zwei Mühlen, ein Schloss, ein großes Domänengut und eine Schäferei.

### Verwaltungsgeschichte
1812 gehörte Aura zur Districtsmairie Burgjoß der Unterpräfektur Orb im Departement Aschaffenburg des Großherzogtums Frankfurt und hatte mit einem herrschaftlichen Hof, 48 Feuerstellen und 400 Seelen (Einwohner). Maire war Johann Blum. Schullehrer war Johann Elsäser. In Bezug auf die Justiz gehörte Aura zum Amt Rieneck und Aura als dessen Amtmann der Districtsmairie Heinrich Joseph Huck fungierte.
Durch die Verträge von Paris kam Aura 1814 mit dem Fürstentum Aschaffenburg an die Krone Bayern und lag ab 1. Oktober 1814 im Verwaltungsgebiet des Landgerichts dritter Klasse Aura, nach dessen Auflösung durch die Entschließungen vom 30. Juni 1828 und vom 8. und 14. Januar 1829 es dem Landgericht Orb zugeteilt wurde. Durch Vereinigung der Landgerichte Orb und Gemünden gelangte Aura 1862 unter Aufhebung des Zentkondominats zum  Bezirksamt Gemünden am Main.
1872 wurde das Bezirksamt Gemünden ins Bezirksamt Lohr am Main eingegliedert. Erst 1902 wurde das Bezirksamt Gemünden wieder neu gebildet. 1939 wurde wie in Anhalt, Baden, Braunschweig, im Volksstaat Hessen, in Oldenburg, Sachsen, Thüringen und Württemberg auch in Bayern die Bezeichnung Landkreis eingeführt. Aura war nun eine der 27 Gemeinden im Landkreis Gemünden am Main. Mit der Auflösung des Landkreises Gemünden im Jahre 1972 kam Aura in den neu gebildeten Landkreis Main-Spessart.

### Einwohnerentwicklung
Im Zeitraum von 1988 bis 2018 sank die Einwohnerzahl von 1098 auf 962 um 136 Einwohner bzw. um 12,4 %.

## Politik

### Bürgermeister
Erster Bürgermeister ist seit Mai 2008 Wolfgang Blum (SPD/FUBA). Dieser löste den bisherigen Bürgermeister Walter Sachs (CSU) ab und wurde zuletzt am 15. März 2020 mit 71,2 % der Stimmen wieder gewählt.

### Wappen
| | Blasonierung: „Geviert; 1: in Rot drei gesenkte silberne Spitzen; 2: siebenfach geteilt von Gold und Rot; 3: in Rot zwei goldene Schrägbalken; 4: in Silber ein goldener, mit drei gewellten roten Pfählen belegter Balken.“ |
| Wappenbegründung: Im Wappen von Aura stehen die Wappen von vier Herrschaftsinhabern, die für das Gemeindegebiet von Bedeutung waren. Im ersten und wichtigsten Feld ist der so genannte fränkische Rechen, das Wappen des Fürstbistums Würzburg, zu sehen, das an dessen Landesherrschaft erinnert. Im zweiten Feld findet sich das verminderte Wappen der Grafen von Rieneck, die seit 1401 in Aura belegt und 1559 ausgestorben sind. In Feld drei steht das Wappen der Freiherren von Hutten, die seit 1310 im Gemeindegebiet nachweisbar sind. Im vierten Feld erinnert das Wappen der Freiherren von Thüngen an deren Herrschaft im Sinngrund vom 14. bis zum 17. Jahrhundert. Die Vierung des Wappens stellt zugleich das einstige Viererkondominat (Viererherrschaft) dar, das von vier Herrschaftsinhabern im Gemeindegebiet ausgeübt wurde. Dieses Wappen wird seit 1983 geführt. | |

## Kultur und Sehenswürdigkeiten

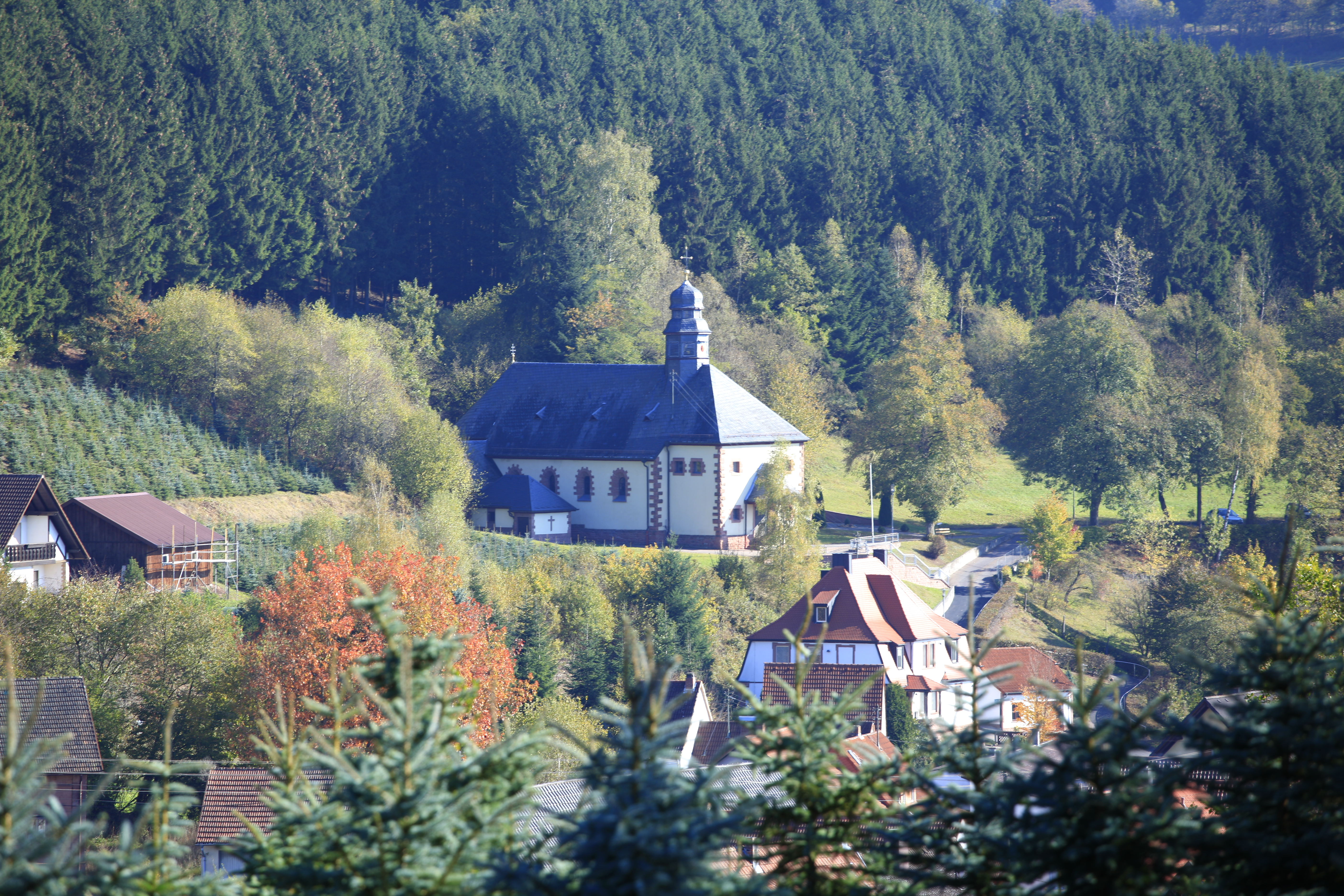
Blick auf die Kirche Sieben Schmerzen Mariens

Die Ortsansicht von Aura wird geprägt von der katholischen Kuratiekirche zu den Sieben Schmerzen Mariens. Das ehemalige Schloss, als fürstbischöflich würzburgisches Amtshaus unter Fürstbischof Johann Philipp II. von Greiffenclau (reg. 1699–1719) durch dessen Hofbaumeister Joseph Greissing um 1710 errichtet, beherbergt heute die Grundschule.

## Ehrenbürger
- Karl Remlein (Bürgermeister 1960–1996)